# Бишт (село)
Бишт — село в Джейрахском районе Ингушетии. Входит в сельское поселение Гули.

## География
Расположено на юге Республики Ингушетия, недалеко от горы Цей-Лоам,в 9 километрах на восток от Гули, административного центра поселения. Ближайшие населенные пункты:  Хяни, Гу, Лялах, Кязи.

### Часовой пояс
Село Бишт, как и вся республика Ингушетия, находится в часовой зоне МСК (московское время). Смещение применяемого времени относительно UTC составляет +3:00.

## Население
| 2010 | 2024 |
| ---- | ---- |
| 0    | ↗1   |

## Инфраструктура
Отсутствует.